# 'O contrabbandiere/'Nu fiore pe' 'na mamma
'O contrabbandiere/'Nu fiore pe' 'na mamma, pubblicato nel 1971, è un singolo del cantante italiano Mario Trevi.

## Descrizione
Il disco contiene due brani inediti di Mario Trevi. I brani rientrano nel genere cosiddetto di giacca e di cronaca, ritornato in voga a Napoli durante gli anni settanta, che faranno rinascere il genere teatrale della Sceneggiata.

## Tracce
- Lato A

1. 'O contrabbandiere (Palumbo, Barrucci, Aterrano, Acampora)

- Lato B

1. 'Nu fiore pe' 'na mamma (Langella, Castiglia, Visco)